# Rona Cup 2010
Rona Cup 2010 byl hokejový turnaj konající se v Trenčíně roce 2010. Pohár začínal 12. srpna a končil 14. srpna. Titul získala poprvé ve své historii HK Nitra.

## Výsledky a tabulka
| Pozice | Tým                 | Z | V | R | P | GS | GI | B |
| ------ | ------------------- | - | - | - | - | -- | -- | - |
| 1.     | HK Nitra            | 3 | 3 | 0 | 0 | 15 | 6  | 9 |
| 2.     | HC ZPS Barum Zlín   | 3 | 2 | 0 | 1 | 13 | 8  | 6 |
| 3.     | HC Dukla Trenčín    | 3 | 2 | 0 | 1 | 9  | 9  | 6 |
| 4.     | HK 36 Skalica       | 3 | 1 | 0 | 2 | 9  | 11 | 3 |
| 5.     | MsHK DOXXbet Žilina | 3 | 1 | 0 | 2 | 5  | 8  | 3 |
| 6.     | HC Oceláři Třinec   | 3 | 0 | 0 | 3 | 8  | 17 | 0 |

Při rovnosti bodů rozhoduje rozdíl skóre
|  | HK 36 Skalica | 1 : 2                                 | MsHK DOXXbet Žilina |  |
|  | HK 36 Skalica | (0:0, 1:1 , 0:1), doplňk.nájezdy: 3:2 | MsHK DOXXbet Žilina |  |

| Souhrn zápasu | Souhrn zápasu | Souhrn zápasu | Souhrn zápasu  | Souhrn zápasu |
| ------------- | ------------- | ------------- | -------------- | ------------- |
|               | M.Školiak     |               | Stupka Kokavec |               |

|  | HK Nitra | 4 : 3                                | HC ZPS Barum Zlín |  |
|  | HK Nitra | (1:0, 0:1, 3:2), doplňk.nájezdy: 3:1 | HC ZPS Barum Zlín |  |

| Souhrn zápasu | Souhrn zápasu                                | Souhrn zápasu | Souhrn zápasu   | Souhrn zápasu |
| ------------- | -------------------------------------------- | ------------- | --------------- | ------------- |
|               | T.Chrenko 2x Čaládi Slovák (trestné střlení) |               | Balán Čech Okál |               |

|  | HC Dukla Trenčín | 5 : 3                                | HC Oceláři Třinec |  |
|  | HC Dukla Trenčín | (1:0, 1:2, 3:1), doplňk.nájezdy: 1:2 | HC Oceláři Třinec |  |

| Souhrn zápasu | Souhrn zápasu           | Souhrn zápasu | Souhrn zápasu         | Souhrn zápasu |
| ------------- | ----------------------- | ------------- | --------------------- | ------------- |
|               | Kollár 3x Turoň T.Klíma |               | McGregor Orsava Lojek |               |

|  | HK Nitra | 7 : 2                                  | HC Oceláři Třinec |  |
|  | HK Nitra | (2:0, 2:0 , 3:2 ), doplnk.nájazdy: 2:1 | HC Oceláři Třinec |  |

| Souhrn zápasu | Souhrn zápasu                                   | Souhrn zápasu | Souhrn zápasu | Souhrn zápasu |
| ------------- | ----------------------------------------------- | ------------- | ------------- | ------------- |
|               | Moravec 2x Špelda G.Saliji Chrenko Čaládi Ďurák |               | Marosz Rangl  |               |

|  | HK 36 Skalica | 3 : 6                                | HC ZPS Barum Zlín |  |
|  | HK 36 Skalica | (1:3, 1:0, 1:3), doplňk.nájezdy: 2:1 | HC ZPS Barum Zlín |  |

| Souhrn zápasu | Souhrn zápasu         | Souhrn zápasu | Souhrn zápasu                              | Souhrn zápasu |
| ------------- | --------------------- | ------------- | ------------------------------------------ | ------------- |
|               | Zálešák Šátek Jarolín |               | Duras 2x Záhorovský Bořuta Balaštík Kohler |               |

|  | HC Dukla Trenčín | 3 : 2                                | MsHK DOXXbet Žilina |  |
|  | HC Dukla Trenčín | (1:1, 2:1, 0:0), doplňk.nájezdy: 2:1 | MsHK DOXXbet Žilina |  |

| Souhrn zápasu | Souhrn zápasu      | Souhrn zápasu | Souhrn zápasu | Souhrn zápasu |
| ------------- | ------------------ | ------------- | ------------- | ------------- |
|               | T.Klíma 2x Pardavý |               | Kubiš Stupka  |               |

|  | HK 36 Skalica | 5 : 3                                | HC Oceláři Třinec |  |
|  | HK 36 Skalica | (2:1, 2:0, 1:2), doplňk.nájezdy: 1:3 | HC Oceláři Třinec |  |

| Souhrn zápasu | Souhrn zápasu                             | Souhrn zápasu | Souhrn zápasu      | Souhrn zápasu |
| ------------- | ----------------------------------------- | ------------- | ------------------ | ------------- |
|               | M.Školiak F.Novák Zálešák Jurík P.Kumstát |               | Sakrajda 2x Marosz |               |

|  | HK Nitra | 4 : 1                                 | MsHK DOXXbet Žilina |  |
|  | HK Nitra | (3:1, 1:0 , 0:0), doplňk.nájezdy: 1:1 | MsHK DOXXbet Žilina |  |

| Souhrn zápasu | Souhrn zápasu                | Souhrn zápasu | Souhrn zápasu | Souhrn zápasu |
| ------------- | ---------------------------- | ------------- | ------------- | ------------- |
|               | G.Saliji Ďurák Spilar Fabián |               | Stupka        |               |

|  | HC Dukla Trenčín | 1 : 4                                  | HC ZPS Barum Zlín |  |
|  | HC Dukla Trenčín | (1:2, 0:1 , 0:1 ), doplňk.nájezdy: 2:0 | HC ZPS Barum Zlín |  |

| Souhrn zápasu | Souhrn zápasu | Souhrn zápasu | Souhrn zápasu              | Souhrn zápasu |
| ------------- | ------------- | ------------- | -------------------------- | ------------- |
|               | Lelkeš        |               | Kučný Sýkora F.Čech Švrček |               |